# Hệ thần kinh trung ương

Hệ thần kinh trung ương người (2) gồm não (1) và tủy sống (3)

Hệ thần kinh trung ương (HTKTƯ) là một phần của hệ thần kinh có chức năng tiếp nhận và hợp nhất thông tin, điều khiển hành vi của cơ thể ở động vật đối xứng hai bên (động vật đa bào trừ bọt biển và những động vật đối xứng tâm như sứa). Hệ thần kinh trung ương chiếm phần lớn hệ thần kinh, bao gồm não và tủy sống. Vài cách phân loại cũng đưa võng mạc và thần kinh sọ não vào hệ thần kinh trung ương. Cùng với hệ thần kinh ngoại vi, nó có chức năng chính trong điều khiển hành vi. Hệ thần kinh trung ương nằm trong khoang lưng trong đó khoang sọ chứa não và khoang xương sống chứa tủy sống. Ở động vật có xương sống, não được hộp sọ bảo vệ trong khi xương sống bảo vệ tủy sống. Não và tủy sống đều được bao bọc bởi màng thần kinh.
- Não bộ gồm có:
  - Đoan não: gồm 2 bán cầu đại não và các nhân xám nền não. Trong có não thất bên. Được phát triển từ phần trước của bọng não trước (ở giai đoạn 3 bọng não).
  - Gian não: gồm đồi não, vùng hạ đồi và tuyến yên. Trong có não thất III. Được phát triển từ phần sau của bọng não trước (ở giai đoạn 3 bọng não).
  - Trung não: gồm có lồi não và cuống não. Trong có cống não. Có nguồn gốc từ não giữa.
  - Não trám: gồm cầu não, tiễu não phát triển từ não sau và hành não phát triển từ tủy não. Bên trong có não thất IV.

Hành não, cầu não và trung não tạo thành thân não.
- Tuỷ sống hay còn gọi là tuỷ gai do ống thần kinh sinh ra tiền thân ở lớp ngoại bì của phôi thai, trong có ống trung tâm.